# Ailurops melanotis
Ailurops melanotis е вид бозайник от семейство Phalangeridae. Видът е критично застрашен от изчезване.

## Разпространение
Разпространен е в Индонезия.